# Светличный, Александр Николаевич
Алекса́ндр Никола́евич Светли́чный (род. 23 августа 1972 года в Харькове) — украинский спортсмен, спортивный гимнаст. Заслуженный мастер спорта Украины.

## Биография
Тренировался в спортивном обществе «Динамо» у Анатолия Шемякина.
Светличный принимал участие в чемпионате Европы в Дании, где в личном зачёте занял последнее, восьмое место.
На Олимпийских играх 1996 года в Атланте в командном первенстве завоевал бронзовые медали. Украина пропустила вперёд Россию и Китай и менее чем на две десятых балла опередила Белоруссию. Светличный стал единственным гимнастом из команды 1996 года, который вошёл в состав на Игры 2000 года, причём в статусе капитана команды. В Сиднее Украина улучшила свой результат, завоевав серебро. На этот раз лучше оказался только Китай, а Россия уступила менее трёх десятых балла. В личном многоборье Светличный замкнул пятёрку сильнейших гимнастов планеты.
В 2003 году он принял участие во Всеукраинских играх по спортивной гимнастике. Светличный выиграл командное первенство и вольные упражнения, а также стал вторым в многоборье.
После окончания спортивной карьеры начал тренерскую деятельность.

### Награды
- Орден «За заслуги» II степени (06.10.2000)[5]
- Почётный знак отличия Президента Украины (07.08.1996)[6]